# Ганна Половець
Ганна Семенівна Половець (1642 —1702) — дружина гетьмана Івана Мазепи.

## Життєпис
Походила з роду впливової козацької старшини Половців. Була донькою Семена Половця, білоцерківського полковника. Народилася у 1642 році у Білій Церкві або Корсуні.
Наприкінці 1650-х стала дружиною Самійла Фридрикевича (пом. 1665, польського шляхтича, що перейшов на бік козаків, після чого якийсь час побув білоцерківським полковником, згодом генеральним осавулом). Народила з ним 2 дітей.
Стосовно життя Ганни в цей період мало відомостей. До 1665 року стала удовою, після вбивства Фридрикевича прибічниками Петра Дорошенка. 
У 1668 році (за іншими даними, близько 1668—1669 років) вступила в шлюб з Іваном Мазепою, тоді чернігівським підчашим. Весілля відбулося в Корсуні. Близькість родини Ганни до гетьмана Правобережної України Петра Дорошенка (її старша сестра на теж саме ім'я Ганна була першою дружиною Дорошенка) сприяло кар'єрі Мазепи. Спочатку він став ротмістром гетьманської надвірної гвардії, а потім почав виконувати надважливі дипломатичні завдання гетьмана.
Про Ганну в ролі гетьманші (у 1687 році Мазепа став гетьманом Лівобережної України) відомо небагато. На відміну від деяких своїх попередниць, вона зовсім не втручалася у політичні справи, навіть не особливо опікувалася гетьманською резиденцією. Натомість більшість часу присвячувала родині та родинним землям.
На думку дослідників, саме дружина Мазепи господарювала в маєтках на Лівобережжі — в с. Малий Самбір Прилуцького полку, хуторі Поросючка та селі Кочурівка Ніжинського полку, Острочі та Ядлівці Переяславського полку.
У 1702 році Ганна Половець померла, але де саме — невідомо.

### Сім'я
Перший чоловік — Самійло Фридрикевич, генеральний осавул Правобережної України. Діти:
- Криштоф, седнівський сотник у 1699—1700 роках
- Марія, дружина Василя Громики.

Другий чоловік — Іван Мазепа, гетьман Лівобережної України. Діти:
- донька (померла при народженні)